# Michael Wright (cyclisme)
Pour les articles homonymes, voir Michael Wright et Wright.
Michael Wright, né le 25 avril 1941 à Bishop's Stortford (Royaume-Uni), est un coureur cycliste anglais des années 1960-1970.

## Repères biographiques
Michael Wright s'établit en Belgique. Possédant une pointe de vitesse intéressante, il obtient de bons résultats dans les courses de kermesse.
Il participe à plusieurs Tours de France et réussit à remporter trois victoires d'étape. Il appartient à l'équipe belge Wiel's - Groene Leeuw, lorsqu'il remporte sa première victoire dans le Tour de France 1965. En 1967, c'est sous les couleurs de son équipe nationale qu'il gagne la deuxième. Puis il passe dans différentes équipes françaises dont la formation Gitane - Frigécrème, avec laquelle il s'adjuge sa troisième victoire, lors du Tour de France 1973. 
Puis il retourne en Belgique finir sa carrière. 

## Palmarès
- 1962
  - Grand Prix du Brabant wallon
- 1963
  - 2e du Circuit de la vallée de la Senne
- 1964
  - Grand Prix de Denain
  - Tour du Condroz
  - 2e étape du Tour du Nord
  - 3e du Circuit du Limbourg
- 1965
  - Hoeilaart-Diest-Hoeilaart
  - 20e étape du Tour de France
  - 5e de Liège-Bastogne-Liège
- 1966
  - Bruxelles-Verviers
- 1967
  - 7e étape du Tour de France
  - Vaux Grand Prix
  - 3e du Grand Prix de la Basse-Sambre
  - 3e du Manx Trophy
  - 3e du Grand Prix de Péruwelz
- 1968
  - 2e et 4e étapes du Tour d'Espagne
  - Flèche hesbignonne
  - 1rea étape du Tour de Luxembourg
  - 2e du Circuit du Brabant occidental
  - 2e de la Maaslandse Pijl
- 1969
  - 1re étape du Tour du Pays basque
  - 1reb et 13e étapes du Tour d'Espagne
  - Tour du Condroz
  - Grand Prix des Carrières
  - 1re et 4e étapes du Tour du Nord
  - 2e du Circuit des onze villes
  - 5e du Tour d'Espagne
  - 8e du Grand Prix du Midi libre
- 1970
  - 1reb (contre-la-montre par équipes) et 3e étapes du Tour de Catalogne
- 1972
  - 3e du Circuit Escaut-Durme
  - 3e du Circuit des régions flamandes
- 1973
  - 10e étape du Tour de France
- 1974
  - Circuit du Port de Dunkerque
  - 2e des Quatre Jours de Dunkerque
  - 2e du Grand Prix de Péruwelz
  - 3e de la Course des raisins
- 1975
  - 2e du Circuit de Wallonie
- 1976
  - Circuit de Niel
  - 2e du Circuit du Tournaisis
  - 3e du Prix de Saint-Amands

## Résultats sur les grands tours

### Tour de France
8 participations
- 1964 : 56e
- 1965 : 24e, vainqueur de la 20e étape
- 1967 : abandon (11e étape), vainqueur de la 7e étape
- 1968 : 28e
- 1969 : 71e
- 1972 : 55e
- 1973 : 57e, vainqueur de la 10e étape
- 1974 : 57e

### Tour d'Espagne
3 participations
- 1968 : 14e, vainqueur des 2e et 4e étapes,  maillot jaune pendant un jour
- 1969 : 5e, vainqueur des 1reb et 13e étapes,  maillot jaune pendant deux jours
- 1970 : 39e